# Pierre Alard (homme politique)
Pour les articles homonymes, voir Pierre Alard et Alard.
Pierre Alard, né le 18 octobre 1745 à Montesquieu-Volvestre (Haute-Garonne), mort le 26 juillet 1826 dans la même ville, est un homme politique de la Révolution française. 

## Biographie
Maire de Montesquieu-Volvestre élu en décembre 1789, puis commissaire national du district de Rieux, 
La France devient une monarchie constitutionnelle à l'issue de la mise en place par la constitution du 3 septembre 1791. En septembre 1791, Pierre Alard, alors maire de Montesquieu-Volvestre, est élu député suppléant du département de la Haute-Garonne, le premier sur quatre, à l'Assemblée nationale législative, où il n'est cependant pas appelé à siéger.  
La monarchie prend fin à l'issue de la journée du 10 août 1792 : les bataillons de fédérés bretons et marseillais et les insurgés des faubourgs de Paris prennent le palais des Tuileries. Louis XVI est suspendu et incarcéré à la tour du Temple. 
En septembre 1792, Pierre Alard est réélu député suppléant de la Haute-Garonne, le deuxième sur quatre, à la Convention nationale. 
Le 27 frimaire an II (17 décembre 1793), Pierre Alard, alors commissaire civil dans le département de l'Ariège, est décrété d'arrestation pour « conduite dictatoriale ». Le lendemain, le décret d'arrestation contre lui est suspendu sur motion de Marc Vadier, député de l'Ariège, et de Guillaume Chaudron-Rousseau, député de la Haute-Marne. 
En prairial an II (juin 1794), après un rapport de Joseph-Nicolas Barbeau du Barran, membre du Comité de Sûreté générale, le premier suppléant de Haute-Garonne, Blaise Dariot, chargé de remplacé Jean Julien « de Toulouse », est déclaré inadmissible à la Convention en raison de positions fédéralistes et hostiles au 31 mai et au 2 juin 1793. Le 16 thermidor (3 août 1794), après un rapport de Barbeau du Barran, les accusations contre Alard sont déclarées calomnieuses et il est appelé à siéger. 
Pierre Alard siège parmi les « derniers Montagnards » d'après l'historienne Françoise Brunel. Lors de l'insurrection du 12 germinal an III (1er avril 1795), alors que les anciens membres du Comité de Salut public (Bertrand Barère, Jacques-Nicolas Billaud-Varenne et Jean-Marie Collot-d'Herbois) sont décrétés de déportation, Alard signe la demande d'appel nominal. Le 13 prairial (1er juin), il est décrété d'arrestation. Il bénéficie de l'amnistie votée à la clôture de la Convention.